# Satyajit Ray
Satyajit Ray (Calcutta, 2 mei 1921 - aldaar, 23 april 1992) was een Bengaals-Indiase filmmaker.
Hij werd geboren in Calcutta als lid van een Bengaalse familie die zeer prominent was in de letteren en kunst. Ray studeerde aan het Presidency College en aan de Visva-Bharati University. Inspiraties voor Satyajit Ray om films te maken waren een ontmoeting met de Franse filmmaker Jean Renoir, en de Neorealistische Italiaanse film Ladri di biciclette.
In 1955 debuteerde Satyajit Ray met de film Pather Panchali. Deze film is gebaseerd op een gelijknamige roman, en is het eerste deel van Ray's Apu-trilogie. Pather Panchali won 11 grote internationale filmprijzen, waaronder 'Best Human Document' op het Cannes filmfestival.
In totaal regisseerde Satyajit Ray 37 films, waaronder lange films, korte films en documentaires. Naast zijn werk als filmmaker was Satyajit Ray schrijver van fictie, uitgever, grafisch ontwerper en filmcriticus. Ook componeerde hij zelf veel muziek voor zijn films.
Ray heeft veel internationale prijzen gewonnen, waaronder een Academy Honorary Award in 1992.

## Filmografie
- Pather Panchali (1955) deel 1 van de Apu-trilogie
- Aparajito (1956) deel 2 van de Apu-trilogie
- Parash Pathar (1958)
- Jalsaghar (1958)
- Apur Sansar (1959) deel 3 van de Apu-trilogie
- Devi (1960)
- Teen Kanya (1961)
- Rabindranath Tagore (1961)
- Kanchenjungha (1962)
- Abhijan (1962)
- Mahanagar (1963)
- Charulata (1964)
- Two (1964)
- Kapurush - O - Mahapurush (1965)
- Nayak (1966)
- Chiriyakhana (1967)
- Goopy Gyne Bagha Byne (1968)
- Aranyer Din Ratri (1969)
- Pratidwandi (1970)
- Seemabaddha (1971)
- Sikkim (1971)
- The Inner Eye (1972)
- Asani Sanket (1973)
- Sonar Kella (1974)
- Jana Aranya (1975)
- Bala (1976)
- Shatranj Ke Khilari (1977)
- Joi Baba Felunath (1978)
- Hirak Rajar Deshe (1980)
- Pikoo (1980)
- Sadgati (1981)
- Ghare-Baire (1984)
- Sukumar Ray (1987)
- Ganashatru (1989)
- Shakha Proshakha (1990)
- Agantuk (1992)